# Getafe Club de Fútbol 2018-2019
Questa voce raccoglie le informazioni riguardanti il Getafe Club de Fútbol nelle competizioni ufficiali della stagione 2018-2019.

## Maglie e sponsor
| Casa | Trasferta | Terza divisa |

Sponsor ufficiale: Tecnocasa
Fornitore tecnico: Joma

## Organico

### Rosa
In corsivo i calciatori ceduti durante la stagione
| N. |                       | Ruolo | Calciatore         |
| -- | --------------------- | ----- | ------------------ |
| 1  | Argentina (bandiera)  | P     | Leandro Chichizola |
| 2  | Togo (bandiera)       | D     | Djené              |
| 3  | Portogallo (bandiera) | D     | Antunes            |
| 4  | Spagna (bandiera)     | D     | Bruno González     |
| 5  | Spagna (bandiera)     | C     | Markel Bergara     |
| 6  | Uruguay (bandiera)    | D     | Leandro Cabrera    |
| 7  | Spagna (bandiera)     | A     | Jaime Mata         |
| 8  | Spagna (bandiera)     | C     | Francisco Portillo |
| 9  | Spagna (bandiera)     | A     | Ángel Rodríguez    |
| 10 | Giappone (bandiera)   | C     | Gaku Shibasaki     |
| 11 | Senegal (bandiera)    | A     | Amath Ndiaye       |
| 11 | Spagna (bandiera)     | A     | Samuel Sáiz        |
| 13 | Spagna (bandiera)     | P     | David Soria        |
| 14 | Spagna (bandiera)     | A     | Sergi Guardiola    |

| N. |                    | Ruolo | Calciatore              |
| -- | ------------------ | ----- | ----------------------- |
| 14 | Spagna (bandiera)  | D     | Raúl García             |
| 15 | Uruguay (bandiera) | C     | Sebastián Cristóforo    |
| 16 | Francia (bandiera) | C     | Mathieu Flamini         |
| 17 | Spagna (bandiera)  | A     | Robert Ibáñez           |
| 17 | Uruguay (bandiera) | D     | Mathías Olivera         |
| 18 | Uruguay (bandiera) | C     | Mauro Arambarri         |
| 19 | Spagna (bandiera)  | A     | Jorge Molina (capitano) |
| 20 | Serbia (bandiera)  | C     | Nemanja Maksimović      |
| 21 | Spagna (bandiera)  | D     | Ignasi Miquel           |
| 22 | Uruguay (bandiera) | D     | Damián Suárez           |
| 23 | Spagna (bandiera)  | C     | Iván Alejo              |
| 24 | Francia (bandiera) | D     | Dimitri Foulquier       |
| 25 | Spagna (bandiera)  | P     | Rubén Yáñez             |
| 27 | Spagna (bandiera)  | A     | Hugo Duro               |

## Calciomercato

### Sessione estiva
| Acquisti         | Acquisti               | Acquisti         | Acquisti                    |
| R.               | Nome                   | da               | Modalità                    |
| ---------------- | ---------------------- | ---------------- | --------------------------- |
| C                | Nemanja Maksimović     | Valencia         | definitivo (10 milioni €)   |
| D                | Ignasi Miquel          | Malaga           | definitivo (5 milioni €)    |
| A                | Iván Alejo             | Eibar            | definitivo (4 milioni €)    |
| P                | David Soria            | Siviglia         | definitivo (3 milioni €)    |
| D                | Vitorino Antunes       | Dinamo Kiev      | definitivo (2,5 milioni €)  |
| C                | Mauro Arambarri        | Boston River     | definitivo (2,15 milioni €) |
| D                | Leandro Cabrera        | Crotone          | definitivo (600 mila €)     |
| D                | Oswaldo Alanís         | Guadalajara      | gratuito                    |
| A                | Jaime Mata             | Real Valladolid  | gratuito                    |
| C                | Markel Bergara         | Real Sociedad    | gratuito                    |
| P                | Leandro Chichizola     | Las Palmas       | gratuito                    |
| C                | Ayoub Abou             | Rayo Majadahonda | gratuito                    |
| A                | José Carlos Lazo       | Real M. Castilla | gratuito                    |
| A                | Sergi Guardiola        | Córdoba          | prestito                    |
| D                | Dimitri Foulquier      | Watford          | prestito                    |
| D                | Sebastián Cristóforo   | Fiorentina       | prestito                    |
| Altre operazioni |                        |                  |                             |
| R.               | Nome                   | da               | Modalità                    |
| A                | Emiliano Buendía       | Leonesa          | fine prestito               |
| A                | Jefferson Montero      | Emelec           | fine prestito               |
| A                | Robert Ibáñez          | Osasuna          | fine prestito               |
| P                | Alberto García Cabrera | Rayo Vallecano   | fine prestito               |
| A                | Abdoul Karim Yoda      | Reus             | fine prestito               |
| A                | Chuli                  | Lugo             | fine prestito               |
| P                | Rubén Yáñez            | Cadice           | fine prestito               |

| Cessioni         | Cessioni               | Cessioni         | Cessioni                   |
| R.               | Nome                   | da               | Modalità                   |
| ---------------- | ---------------------- | ---------------- | -------------------------- |
| C                | Fayçal Fajr            | Caen             | definitivo (1,5 milioni €) |
| A                | Emiliano Buendía       | Norwich City     | prestito (250 mila €)      |
| P                | Alberto García Cabrera | Rayo Vallecano   | definitivo (500 mila €)    |
| P                | Vicente Guaita         | Crystal Palace   | gratuito                   |
| D                | Oswaldo Alanís         | Real Oviedo      | gratuito                   |
| C                | Dani Pacheco           | Malaga           | gratuito                   |
| D                | Francisco Molinero     | Sporting Gijón   | prestito                   |
| A                | Abdoul Karim Yoda      | Reus             | gratuito                   |
| C                | Ayoub Abou             | Real M. Castilla | gratuito                   |
| P                | Filip Manojlović       | Paniōnios        | prestito                   |
| C                | Mathieu Flamini        |                  | svincolato                 |
| A                | Merveil Ndockyt        | Maiorca          | prestito                   |
| A                | Álvaro Jiménez         | Sporting Gijón   | prestito                   |
| D                | Mathías Olivera        | Albacete         | prestito                   |
| A                | Chuli                  | Extremadura UD   | prestito                   |
| A                | José Carlos Lazo       | Lugo             | prestito                   |
| Altre operazioni |                        |                  |                            |
| R.               | Nome                   | da               | Modalità                   |
| A                | Loïc Rémy              | Las Palmas       | fine prestito              |
| D                | Antunes                | Dinamo Kiev      | fine prestito              |
| C                | Mauro Arambarri        | Boston River     | fine prestito              |
| C                | Markel Bergara         | Real Sociedad    | fine prestito              |
| A                | Jefferson Montero      | Swansea City     | fine prestito              |
| P                | Emiliano Martínez      | Arsenal          | fine prestito              |
| D                | Leandro Cabrera        | Crotone          | fine prestito              |

### Sessione invernale
| Acquisti | Acquisti        | Acquisti  | Acquisti      |
| R.       | Nome            | da        | Modalità      |
| -------- | --------------- | --------- | ------------- |
| A        | Samuel Sáiz     | Leeds Utd | prestito      |
| C        | Mathieu Flamini |           | svincolato    |
| A        | Merveil Ndockyt | Maiorca   | fine prestito |
| D        | Mathías Olivera | Albacete  | fine prestito |

| Cessioni | Cessioni        | Cessioni           | Cessioni      |
| R.       | Nome            | da                 | Modalità      |
| -------- | --------------- | ------------------ | ------------- |
| A        | Sergi Guardiola | Córdoba            | fine prestito |
| A        | Iván Alejo      | Malaga             | prestito      |
| A        | Robert Ibáñez   | Osasuna            | prestito      |
| A        | Merveil Ndockyt | Barcellona Atlètic | prestito      |